# 콩구 체라 왕조
콩구 체라 왕조 또는 케랄라 왕조는 서부 타밀나두주와 중부 케랄라주를 통치했던 남인도의 중세 왕조이다. 콩구 체라 왕조의 본거지는 중부 타밀나두에 위치한 초기 역사 시대 체라의 고대 기지인 카루르-반치(현재의 카루르)에 있었다. 콩구의 체라 통치자들은 찰루키아, 팔라바, 판디아 왕들에게 종속되거나 그들에게 정복되었다. 라슈트라쿠타와 촐라 통치자들도 콩구 체라 지역을 장악했다고 전해진다.
콩구 체라 왕조는 팔라바 이전(초기 역사 시대)의 남인도에서 번성했던 체라의 후손임을 주장했다. 현재의 중부 케랄라는 서기 8~9세기경 콩구 체라 왕국에서 분리되어 서해안에 체라 페루말 왕국(서기 9~12세기 번성, 현대 케랄라)을 형성했을 가능성이 있다. 카루르에 기반을 둔 체라 가문의 분파와 코둥갈루르에 기반을 둔 다른 분파 사이의 정확한 관계는 학자들에게 명확히 알려져 있지 않다.
콩구 체라 왕조는 종종 서기 9세기에서 11세기경 찬드라-아디티야 쿨라(달-태양 민족)의 일원으로 묘사된다. 서기 10세기에서 11세기경에는 콩구 체라 왕조가 판디아 정치 체제에 흡수된 것으로 보인다. "콩구 촐라"로 알려진 콩구 체라의 방계는 나중에 촐라의 종주권 아래 콩구 지역을 통치했다.

## 역사
"케랄라(Kerala)"와 "체라(Chera)"라는 용어는 대부분의 고대 및 중세 문헌에서 서로 바꿔가며 사용된다. 두 용어 모두 왕조(체라 또는 케랄라) 또는 특정 지리적 지역(서부 타밀나두 또는 케랄라)을 지칭할 수 있다. 이러한 명명법은 현대적 용법과는 완전히 구별된다.
다음 설명은 M. G. S. 나라야난 (케랄라 페루말스, 1972)이 K. A. 닐라칸타 사스트리의 개정 2판에 수정한 내용과 엘람쿨람 P. N. 쿤잔 필라이의 저술을 통합한 것이다.
콩구 체라 왕조, 또는 카루르(타밀나두 내륙)의 "케랄라스"는 초기 중세 시대에 서부 타밀나두와 중부 케랄라의 통치자로 처음 등장한다. 이 가문은 팔라바 이전(초기 역사 시대)의 남인도에서 번성했던 전설적인 체라의 후손임을 주장했다. 체라 왕조는 공동 통치 체제를 따랐을 가능성이 높으며, 각 가문의 장로가 다른 지역을 통치했다. 최소한 세 개의 중심지가 알려져 있다: 카루부르-반치, 무치리-반치, 그리고 톤디.
초기 중세 시대가 시작될 무렵, 카루르는 다른 두 중심지인 무치리-반치와 톤디(모두 현재 케랄라에 위치)보다 우위를 점하게 되었다. 카루르는 서기 8세기에서 9세기에 "반치 마-나카라-마나 카루르"로 알려지게 되었다. 카루르의 콩구 체라 왕조는 현재의 케랄라 일부 지역에 대한 지배권을 행사했을 가능성이 있으며, 이는 부왕 통치 형태를 통해 이루어졌을 수 있다.

### 외부 참조
현재 남아있는 비문 증거는 이 시기에 옛 체라 지역에 대한 여러 다른 왕조의 영향력을 보여준다. 여기에는 서기 5세기 또는 6세기로 추정되는 카담바 왕 비슈누 바르마의 비문이 포함되어 있으며, 이는 와야나드의 에다칼 동굴에서 발견되었다. "카둠미 푸트라 체라"라는 문구가 새겨진 초기 역사 시대 체라의 타밀-브라흐미 문자 낙서가 동굴에서 발견되었다. 체라/케랄라에 대한 종주권을 주장한 최초의 찰루키아 왕은 키르티바르만 1세(서기 566-598년 재위)이지만, 이 주장은 일반적으로 역사학자들에 의해 과장된 자랑으로 간주된다. 서기 695년 비나야디티야 2세 사티야스라야 왕이 케랄라 지역의 "속국화"를 언급한 후기 부여는 더 신뢰할 수 있는 기록으로 간주된다. 7세기와 8세기의 여러 찰루키아 비문에는 케랄라 지역의 정복과 속국화가 언급되어 있다. 또한, 여러 팔라바 기록도 케랄라/체라 지역의 속국화를 언급하고 있다.

### 판디아의 속국으로서의 체라

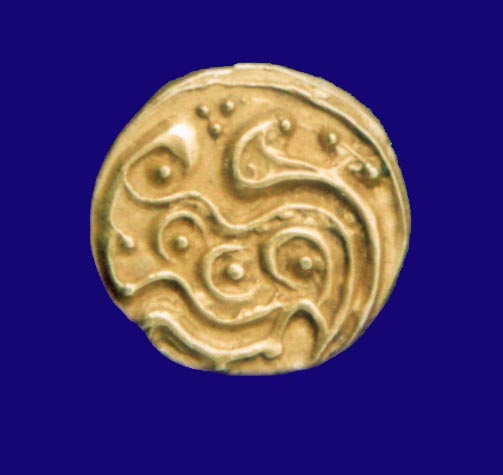
콩구 체라 동전 (서기 13세기), 첸나이 정부 박물관

서기 7세기와 8세기에 케랄라/체라 지역에 대한 판디아의 반복적인 정복에 대한 명확한 증거가 있다. 판디아 왕 센단은 전통적으로 체라 통치자와 연관된 고대 칭호인 "바나반"으로 알려져 있었다. 또 다른 판디아 통치자인 아리케사리 마라바르만은 "케랄라스" 또는 체라를 여러 차례 격파했을 가능성이 높다. 그의 후계자인 코 차다얀 라나디라도 체라에 대항하여 진격했다.
자틸라 파란타카 네둔자다이얀 바라구나(서기 765~815년)의 마드라스 박물관 비문에서 묘사된 라자심하 1세 (서기 730~65년) 판디아 왕에 의한 "반치(카루르)의 수도 재건과 쿠달(마두라이) 및 코지(우라이유르)의 재건"은 콩구 체라 수도인 카루르에 대한 판디아의 점령을 나타낼 수 있다. 자틸라 파란타카가 타가두르(다르마푸리)의 아티야만 통치자와 전쟁을 벌였을 때, 케랄라와 팔라바가 후자를 돕기 위해 왔지만, "판디아는 그들을 원래 있던 곳으로 몰아냈다"(자틸라 파란타카의 마드라스 박물관 비문, 17년차)고 기록되어 있다.
라슈트라쿠타 비문에는 "패배한 드라비다 왕들의 동맹 — "케랄라", 판디아, 촐라, 팔라바 포함" (E. I., XVIII)이 언급되어 있다. 이 기록에 언급된 "케랄라"는 이미 판디아에 복속된 콩구 체라를 가리킬 수 있으며, 케랄라의 체라 통치자를 가리키는 것이 아니다.

### 중부 케랄라의 분리

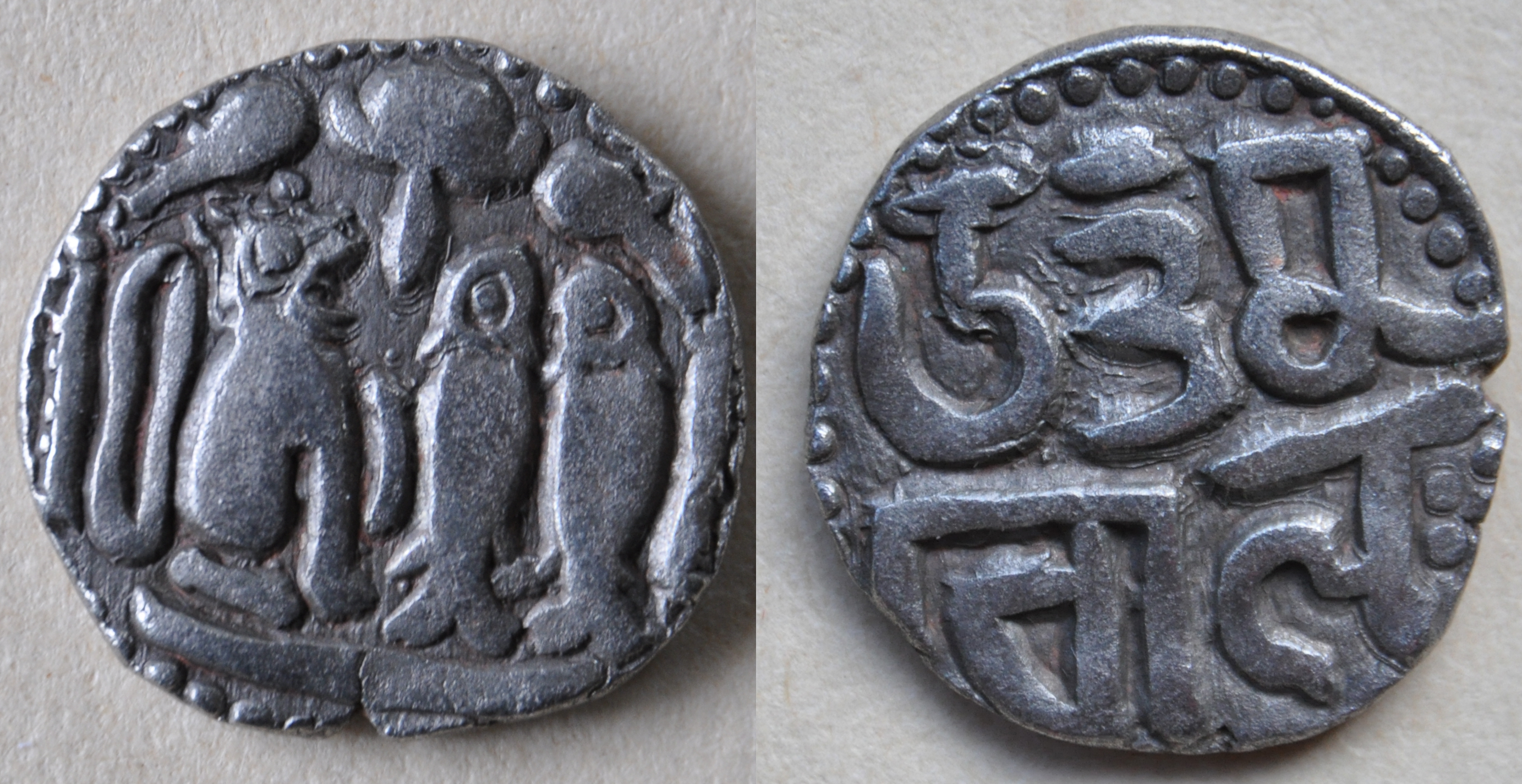
촐라 황제 라젠드라의 동전, "우타마 촐라" 문구가 새겨져 있으며, 체라 문장(앉아있는 호랑이 왼쪽의 활)이 표시되어 있다.

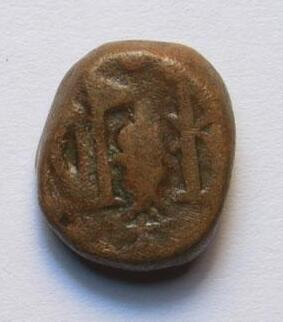
콩구 체라 동전 (서기 13세기/14세기). 활, 마구간, 물고기, 야자수 이미지가 보인다.

고대 체라 지역의 동쪽 부분이 점차 판디아의 영향권에 들어가면서, 서쪽 부분은 마호다야푸람-코둥갈루르(서기 9세기 초)에 본부를 둔 독립 왕국으로 발전했다. 콩구 지역에서 판디아의 봉신으로 살아남은 체라 가문의 한 분파의 통치자들은 서기 9세기에서 11세기로 추정되는 비문에서 "찬드라-아디티야 쿨라"(달-태양 민족)의 일원으로 묘사된다. 이는 달 민족과 전통적으로 관련된 판디아 왕가와의 결혼 동맹을 통한 통합 과정을 시사할 가능성이 높다. 판디아와 촐라의 지원을 받은 체라 가문의 두 분파, 즉 콩구 체라와 체라 페루말은 이 시기에 경쟁 관계에 있었을 수 있다.
- 판디아 왕조는 이 시기에 자신들의 영향력 아래 있던 콩구 지역의 체라와 방어 동맹을 맺은 것으로 알려져 있다.[14] 판디아 왕 파란타카 비라 나라야나(서기 약 880-900년)는 체라 또는 "케랄라"(콩구 체라) 공주 "바나반 마하 데비"와 결혼했다고 기록되어 있다.[17] 그들의 아들인 라자심하 2세는 신남만루 구리판에 "찬드라-아디티야 쿨라"의 일원으로 묘사되어 있다.[17] K. A. 닐라칸타 사스트리와 엘람쿨람 P. N. 쿤잔 필라이와 같은 초기 역사학자들은 비라 나라야나가 케랄라의 체라 공주와 결혼했다고 처음에 가정했지만, 이 견해는 나중에 M. G. S. 나라야난에 의해 수정되었다.[17]

- 콩구 지역은 서기 9세기 말 아디티야 1세 치하의 촐라 제국에게 정복되었으며, 이는 비라 나라야나와의 충돌과 관련이 있을 가능성이 높다.[18] 체라 페루말 왕 스타누 라비가 콩구 지역의 이 촐라 원정에서 하위 파트너로 활동했다고 기록되어 있다.[18] 판디아는 결국 스리푸람비얌의 "대규모 전투"(서기 약 885년)에서 패배했다.[19] 체라 페루말스와 촐라 사이의 상응하는 결혼 동맹도 여러 비문에 기록되어 있다(키잔 아디갈 참조).[17]

파란타카 1세에게 패배한 판디아 왕 라자심하 2세는 서기 920년경 체라 지역 또는 케랄라에 망명한 것으로 전해진다. 또한 촐라 왕 순다라(서기 약 956년 – 약 973년)의 왕비 중에는 체라 또는 케랄라 공주가 있었다고 기록되어 있다.

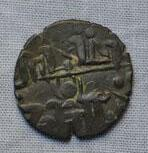
비라 케랄라 동전, 네이피어 박물관

### 콩구 지역에 대한 촐라의 영향
콩구 체라 지역은 이후 촐라에 의해 정복되었다(서기 10세기 후반-11세기 초반).
- 촐라 황제 라자라자 1세에게 패배한 왕자 중 한 명인 "아마라 부잔가 데바"(티루발랑가두 기록에 언급됨)는 판디아 또는 콩구 체라 왕자였을 가능성이 높다.[24] 이 시기의 기록에는 콩구 지역 출신의 "비라 케랄라 아마라 부잔가 데바"라는 통치자도 언급되어 있다.[24]
- 촐라 황제 라자디라자는 이른바 "테나바르 무바르" 중 한 명인 특정 "비라 케랄라"를 격파하고 그의 전투 코끼리로 짓밟아 죽인 것으로 알려져 있다.[25] 이 왕실 인물은 아마도 "찬드라-아디티야 쿨라"의 콩구-체라 또는 판디아 왕족과 콩구 체라 공주 사이에서 태어난 판디아 왕자였을 것이다.[26] 비라 케랄라는 이전에 K. A. 닐라칸타 사스트리와 엘람쿨람 P. N. 쿤잔 필라이와 같은 역사학자들에 의해 케랄라의 체라 페루말 왕으로 여겨졌지만, 이 견해는 나중에 역사학자 M. G. S. 나라야난에 의해 수정되었다.[27]

### 콩구 촐라 왕조
촐라 칭호를 사용했던 "콩구 촐라"로 알려진 독립 통치자들이 서기 13세기경 콩구 지역을 통치했다. 이 통치자들은 아마도 콩구 체라의 방계 가문의 일원이거나 콩구 지역에 파견된 촐라 "부왕"의 후손이었을 것이다.

## 콩구 체라 동전
서해안의 체루 페루말 왕조(마호다야푸람; 케랄라)와는 달리, 콩구 체라 왕조는 독특한 동전으로 유명하다.
영국 박물관 및 다른 곳에서 발견된 나가리 전설 "스리 비라 케랄라스야"(서기 11-12세기)가 새겨진 은화는 일반적으로 콩구 체라 왕조의 것으로 추정된다. 활과 화살 상징을 특징으로 하는 "아나이 아추"(코끼리 주조)로 알려진 또 다른 동전도 콩구 체라의 산물로 여겨진다. 아나이 아추 동전은 서기 12세기에서 13세기에 서부 타밀나두에서, 그리고 어느 정도는 케랄라에서도 유통되었다.

## 콩구 체라 가계도
콩구 체라의 여러 석판 및 구리 비문 – 아마도 촐라의 봉신이었을 것으로 추정되는 – 서기 9세기에서 11세기로 고문서학적으로 연대 측정되며, 벨랄루르, 나마칼, 팔라니, 페루르, 다르마푸람, 에로드, 티루칸나푸람과 같은 장소에서 발견되었다. 이 비문에서 그들은 일반적으로 찬드라-아디티야 쿨라(달-태양 민족)의 일원으로 묘사된다.
| 콩구 체라 (판디아 제후들)       |               | 비고 |
| ------------------------------- | ------------- | --- |
| 라비 코타                       | [ 29 ]        | - 에로드 기록에서 발견됨. - 이전에는 체라 페루말 왕으로 확인됨. - 나마칼 구리판에 언급된 마지막 통치자(라비). |
| 칸탄                            | [ 30 ]        | - 라비 코타의 아들. - 칸탄 라비와 칸탄 비라 나라야나의 아버지. - 나마칼 구리판에 언급된 마지막 통치자(칸탄). |
| 칸탄 라비                       | [ 29 ]        | - 폰니바디 기록에서 발견됨. - 칸탄의 아들 라비. - 달-태양 민족의 일원. |
| 칸탄 비라 나라야나              | [ 30 ]        | - 벨랄루르 기록에서 발견됨. - 칸탄의 아들 비라 나라야나. - 달-태양 민족의 일원. |
| 라비 칸탄 "비라 촐라"           | [ 31 ] [ 29 ] | - 칸탄 라비의 아들 라비 칸탄과 동일할 가능성이 높음 (키라누르, 팔라니, 코임바토르 페루르). - 나마칼 구리판의 기증자. - 파라케사리 바르만(파란타카 1세와 동일시)의 종신. - 조상으로 라마, 마하바후, 케랄라 자가트파티, 마니쿳투바, 코타, 라비, 칸탄을 명시함.     |
| 비라 코타                       | [ 29 ]        | |
| 비라 촐라 칼리무르카            |               | - 비라 촐라의 아들. |
| 칼리무르카 비크라마 촐라        |               | - 칼리무르카의 아들. |
| 비라 케랄라 아마라 부잔가 데바  | [ 34 ]        | - 촐라 황제 라자라자에게 패배한 아마라 부잔가 데바와 동일할 가능성이 높음 (티루발랑가두 기록). - 판디아 왕자였을 가능성이 높음. |
| 아마라 부잔가 데바              | [ 36 ]        | - 촐라 황제 라자라자에게 패배한 아마라 부잔가 데바와 동일할 가능성이 높음 (티루발랑가두 기록). - 판디아 왕자였을 가능성이 높음. |
| 비라 케랄라                     | [ 29 ]        | - 판디아 제후 비라 케랄라 - 이른바 "테나바르 무바르"(세 판디아) 중 한 명과 동일할 가능성이 높음. - 판디아 제후 "미나반" 비라 케랄라와 동일할 가능성이 높음. - 라자디라자 촐라 황제에게 패배함 (전투 코끼리에 짓밟혀 사망). - 이전에는 체라 페루말 왕으로 확인됨. |
| 케랄라 케사리 아디라자라자 데바 | [ 40 ]        | |

## 타가두르의 체라 통치자
| 라자라자 아디가만 바간  | [ 41 ] [ 42 ] | - 서기 12세기 추정.                             |
| 비투카타잘라키야 페루말 | [ 41 ] [ 42 ] | - 서기 12세기 후반 추정. - 쿨로퉁가 3세의 종신. |

### 설명주
1. ↑  원래 타밀어 어근 '체라(Chera)' 또는 '체라만/체랄란(Cheraman/Cheralan)'과 관련된 비드라비다어 칭호인 '케랄라(Kerala)'는 여기서는 현대 말라얄람어를 사용하는 지리적 실체(케랄라주)가 아니라 부족이나 씨족의 이름을 의미한다. 이 부족 또는 씨족 이름은 나중에 현재 케랄라주로 알려진 지리적 지역으로 옮겨졌다.

### 참조주
1. 1 2 3 4 5 6 7 8  Narayanan, M. G. S. (2013). 《Perumals of Kerala》. Thrissur (Kerala): CosmoBooks. 89–90 and 92–93쪽.
2. ↑  Narayanan, M. G. S. (2013). 《Perumals of Kerala》. Thrissur (Kerala): CosmoBooks. 80–81, 89–90 and 92–93쪽.
3. ↑  Narayanan, M. G. S. (2013). 《Perumals of Kerala》. Thrissur (Kerala): CosmoBooks. 80–81 and 93–95쪽.
4. 1 2 3  Narayanan, M. G. S. (2013). 《Perumals of Kerala》. Thrissur (Kerala): CosmoBooks. 80–81쪽.
5. ↑  Ali, Daud (2007). 《A Study of the Term Velam in Tamil Inscriptions》. 《Bulletin of SOAS》 70. 487–509쪽. ISSN 1474-0699.
6. ↑  Narayanan, M. G. S. (2013). 《Perumals of Kerala》. Thrissur (Kerala): CosmoBooks. 104쪽.
7. ↑  Gurukkal, Rajan (2013). 《Classical Indo-Roman Trade: A Historiographical Reconsideration》. 《Indian Historical Review》 40. 181–206쪽. ISSN 0376-9836.
8. ↑  Champakalakshmi, R. (1996). 《Trade, Ideology, and Urbanization: South India 300 BC to AD 1300》. 옥스퍼드 대학교 출판부. 118–119쪽.
9. ↑  Narayanan, M. G. S. (2013) [1972]. 《Perumals of Kerala》. Thrissur (Kerala): CosmoBooks. 18–19쪽.
10. ↑  Fawcett, F. (1901). 《Notes on the Rock Carvings in the Edakal Caves, Wynaad》. 《The Indian Antiquary》 (영어) XXX. 409–421쪽.
11. ↑  Mahadevan, Iravatham (2003). 《Early Tamil Epigraphy: From the Earliest Times to the Sixth Century AD》. Harvard Oriental Series. Cre-A and Harvard University. 117–119쪽.
12. 1 2 3 4 5  Narayanan, M. G. S. (2013). 《Perumals of Kerala》. Thrissur (Kerala): CosmoBooks. 90–91 and 103–04쪽.
13. ↑  Narayanan, M. G. S. (2013). 《Perumals of Kerala》. Thrissur (Kerala): CosmoBooks. 80–81, 90–91 and 103–04쪽.
14. 1 2  Dalziel, Nigel R. (2016). 〈Pandyan Empire〉.   Dalziel, N.; MacKenzie, J. M. 《The Encyclopedia of Empire》. Wiley-Blackwell.
15. 1 2 3 4 5  Narayanan, M. G. S. (2013). 《Perumals of Kerala》. Thrissur (Kerala): CosmoBooks. 93–95쪽.
16. ↑  Narayanan, M. G. S. (2013). 《Perumals of Kerala》. Thrissur (Kerala): CosmoBooks. 98–99 and 111쪽.
17. 1 2 3 4  Narayanan, M. G. S. (2013). 《Perumals of Kerala》. Thrissur (Kerala): CosmoBooks. 95–96 and 108쪽.
18. 1 2  Narayanan, M. G. S. (2013). 《Perumals of Kerala》. Thrissur (Kerala): CosmoBooks. 65–66쪽.
19. ↑  Narayanan, M. G. S. (2013). 《Perumals of Kerala》. Thrissur (Kerala): CosmoBooks. 97쪽.
20. ↑  Narayanan, M. G. S. (2013). 《Perumals of Kerala》. Thrissur (Kerala): CosmoBooks. 98–99 and 111쪽.
21. ↑  Narayanan, M. G. S. (2013). 《Perumals of Kerala》. Thrissur (Kerala): CosmoBooks. 100–101쪽.
22. ↑  Narayanan, M. G. S. (2013). 《Perumals of Kerala》. Thrissur (Kerala): CosmoBooks. 80–81쪽.
23. 1 2  Ali, Daud (2007). 《The Service Retinues of the Chola Court》. 《Bulletin of the School of Oriental and African Studies》 70. 487–509쪽. ISSN 0041-977X.
24. 1 2  Narayanan, M. G. S. (2013). 《Perumals of Kerala》. Thrissur (Kerala): CosmoBooks. 116–117 and 136쪽.
25. ↑  Narayanan, M. G. S. (2013). 《Perumals of Kerala》. Thrissur (Kerala): CosmoBooks. 121–122쪽.
26. ↑  Narayanan, M. G. S. (2013). 《Perumals of Kerala》. Thrissur (Kerala): CosmoBooks. 304–305 and 322–23쪽.
27. ↑  Narayanan, M. G. S. (2013). 《Perumals of Kerala》. Thrissur (Kerala): CosmoBooks. 84–85쪽.
28. 1 2 3 4  Narayanan, M. G. S. (2013). 《Perumals of Kerala》. Thrissur (Kerala): CosmoBooks. 304–05 and 322쪽.
29. 1 2 3 4 5 6 7 8 9 10  Narayanan, M. G. S. (2013). 《Perumals of Kerala》. Thrissur (Kerala): CosmoBooks. 80–81쪽.
30. 1 2 3 4 5 6 7 8 9 10 11 12 13  Ramamurthy, A. (1986).  Mahalingam, N., 편집. 《History of Kongu: Pre-historic Period to 1300 AD》 (PDF). Madras: ISIAC. 248–49쪽.
31. 1 2 3  Ramamurthy, A. (1986).  Mahalingam, N., 편집. 《History of Kongu: Pre-historic Period to 1300 AD》 (PDF). Madras: ISIAC. 270–71 and 262–63쪽.
32. 1 2  Ramamurthy, A. (1986).  Mahalingam, N., 편집. 《History of Kongu: Pre-historic Period to 1300 AD》 (PDF). Madras: ISIAC. 255–56쪽.
33. 1 2 3 4  Ramamurthy, A. (1986).  Mahalingam, N., 편집. 《History of Kongu: Pre-historic Period to 1300 AD》 (PDF). Madras: ISIAC. 279–80 and 340쪽.
34. ↑  Narayanan, M. G. S. (2013). 《Perumals of Kerala》. Thrissur (Kerala): CosmoBooks. 136, 304–05 and 322–23쪽.
35. 1 2  Narayanan, M. G. S. (2013). 《Perumals of Kerala》. Thrissur (Kerala): CosmoBooks. 116–117 and 136쪽.
36. ↑  Narayanan, M. G. S. (2013). 《Perumals of Kerala》. Thrissur (Kerala): CosmoBooks. 80–81쪽.
37. ↑  Narayanan, M. G. S. (2013). 《Perumals of Kerala》. Thrissur (Kerala): CosmoBooks. 121–122쪽.
38. ↑  Narayanan, M. G. S. (2013). 《Perumals of Kerala》. Thrissur (Kerala): CosmoBooks. 140쪽.
39. ↑  Narayanan, M. G. S. (2013). 《Perumals of Kerala》. Thrissur (Kerala): CosmoBooks. 121–122쪽.
40. ↑  Narayanan, M. G. S. (2013). 《Perumals of Kerala》. Thrissur (Kerala): CosmoBooks. 63 and 80–81쪽.
41. 1 2 3 4  Hultzch, E. (편집.). 《No. 34: Two Inscriptions of Vidugadalagiya Perumal》. 《Epigraphica Indica》 VI (Archaeological Survey of India). 331–334쪽.
42. ↑  Hultzsch, E., 편집. (1890). 《Tirumalai Inscriptions (No. 75 and 76)》. 《South Indian Inscriptions》 I (Archaeological Survey of India). 106–07쪽.